# Mathilde von Kapri
Mathilde Theresia Ernestine Freifrau (Baronin) von Kapri (* 5. Februar 1832 oder 6. Februar 1826 als Mathilde Freiin Guretzky-Kornitz und Gureck in Santa Maria Maggiore bei Neapel; † 4. Oktober 1889 in Wien, Österreich-Ungarn) war eine österreichische Schriftstellerin und Dramatikerin. Sie war auch unter dem Namen Mathilde Kapri de Merecey und diversen Abwandlungen dieses, aber auch unter Abwandlungen der anderen bereits genannten Namen bekannt. Sie schrieb auch unter dem Pseudonym M. Kapri oder B. M. Kapri.
Ihr Enkelsohn war der österreichische Journalist, Schriftsteller und Lyriker Rudolf von Kapri (1887–1946).

## Leben
Mathilde von Kapri wurde am 5. Februar 1832 oder am 6. Februar 1826 als Mathilde Freiin Guretzky-Kornitz und Gureck – aus dem schlesischen Geschlecht der Guretzky-Kornitz und Gureck stammend – in Santa Maria Maggiore, einer Stadt nördlich von Neapel, geboren. Ihr Vater war der k.k. Kämmerer und Major Karl Freiherr von Guretzky-Kornitz, ihre Mutter war Karolina (geborene Keresztury von Szinerszeg). Ihre Geschwister waren unter anderem der k.k. Hauptmann Alfred Freiherr von Guretzky-Kornitz und Gurek und der 1866 im Alter von 37 Jahren verstorbene Carl Freiherr Guretzky von Kornitz und Gurek, seines Zeichens k.k. Kämmerer und Hauptmann des Armeestandes. Spätestens nach der Heirat mit Zador Freiherr von Kapri am 10. Jänner 1854 – anderen Quellen zufolge fälschlicherweise auch 1856 – lebte sie in Wien. Ihr Ehemann wurde am 21. Oktober 1823 als ehelicher Sohn des Christian Baron von Kapri und dessen Frau Sofie (geborene Jacobenz) in Suczawa in der Bukowina geboren. Eine Woche nach der Hochzeit kam der gemeinsame Sohn Ferdinand, der spätere Vater von Rudolf, zur Welt. Dieser war als Richter unter anderem in Graz, Millstatt und Leoben tätig und trug zum Zeitpunkt seines Ablebens, am 18. August 1915, die Amtsbezeichnung k.k. Oberlandesgerichtsrat im Ruhestand.
Bereits als junges Mädchen schrieb sie als formschön bezeichnete vaterländische Gedichte, über die sich selbst Franz Grillparzer in einem Brief „warm und anerkennend“ aussprach. Zeitlebens verfasste sie vorwiegend Romane und Novellen, die sie anfänglich in der Marlitt-Art verfasste. Später behandelte sie in ihren Arbeiten aber auch gesellschaftliche und soziale Probleme. Weithin wird sie als erste Schriftstellerin, die auf die Eigenart des japanischen Lebens aufmerksam machte, genannt. Sie pflegte Freundschaften zu Christine Engehausen und Iduna Laube. Neben Dramen, Romanen und Novellen verfasste sie auch Feuilletons und kulturhistorische Skizzen in in- und ausländischen Zeitungen. Ab 1882 war sie zudem ein Mitglied der k.k. Geographischen Gesellschaft.
Am 4. Oktober 1889 starb Mathilde von Kapri 57-jährig im Wiener Frauenheim, in dem sie seit 1883 lebte. Im Sterbebuch Wien-Meidling ist ihr Alter mit 63 Jahren angegeben, was auch ihrem Alter laut Eintrag im Trauungsregister von Wien-St. Rochus entsprechen würde. Das 1881 ins Leben gerufene Wiener Frauenheim bot alleinstehenden, mittellosen, gebildeten Frauen Verpflegung und Unterkunft. Am 4. Februar 1893 starb Zador Freiherr von Kapri Edler von Merecey, der zuletzt Registrator bzw. Bureauchef der Westbahn im Ruhestand und davor unter anderem als Diurnist am k.k. Landesgericht beschäftigt gewesen war, nach längerer schwerer Krankheit im Alter von 69 Jahren in Graz.

## Werke (Auswahl)

### Dramen
- 1873: Wittekind (Drama in fünf Aufzügen)
- 1874: Freund der Frauen

### Romane
- 1879: Uradelig (3 Bände), Ludwig Carl Zamarski Verlag Wien
- 1880: Va banque! (2 Bände), Otto Janke Verlag Berlin
- 1888: Aus eigener Schuld, Carl Reissner Verlag Leipzig
- Heimatlos
- Nach schweren Kämpfen

### Novellen
- 1877: Herr Alexis (Novelette), A. Kröner Verlagsbuchhandlung Stuttgart
- Im Atelier (Novelle)
- Versäumtes Glück (Novelle)
- Am Traualtar